# اکارت دیش
اکارت دیش (انگلیسی: Eckart Diesch؛ زادهٔ ۱ مهٔ ۱۹۵۴) قایقران قایق بادبانی اهل آلمان غربی بود.